# Verduno Pelaverga
Verduno Pelaverga oder einfach Verduno ist ein italienischer Rotwein aus der Gemeinde Verduno in der Provinz Cuneo im Piemont, der seit 1995 eine „kontrollierte Herkunftsbezeichnung“ (Denominazione di origine controllata – DOC) besitzt, die zuletzt am 7. März 2014 aktualisiert wurde.

## Anbau
Die Rebflächen befinden sich in der Gemeinde Verduno und in Teilen der Gemeinden von Roddi d’Alba und La Morra. Das Anbaugebiet ist sehr klein (<20 Hektar).

## Erzeugung
Der Wein ist fast sortenrein – er muss zu mindestens 85 % aus der Rebsorte Pelaverga piccolo erzeugt werden. Höchstens 15 % andere analoge Rebsorten, die für den Anbau in der Region Piemont zugelassen sind, dürfen zugesetzt werden.

## Beschreibung
Laut Denomination (Auszug):
- Farbe: rubinrot mit mehr oder weniger Kirschrot- oder Violetttönen
- Geruch: intensiv, wohlriechend, fruchtig bis würzig
- Geschmack: trocken, frisch, charakteristisch samtig und harmonisch
- Alkoholgehalt: mindestens 11,0 Volumenprozent
- Säuregehalt: mind. 4,5 g/l
- Trockenextrakt: mind. 18 g/l